# 本郷村 (長野県東筑摩郡)
本郷村（ほんごうむら）は、長野県中西部に存在した村。
1974年5月1日に松本市に編入された。

## 歴史
- 1875年（明治8年）1月23日 - 筑摩県筑摩郡横田村・大村・水汲村・岡田町村・伊深村・三才山村・洞村・惣社村・原村・稲倉村・松岡村・下岡田村・浅間村が合併して岡本村となる。
- 1876年（明治9年）8月21日 - 岡本村が長野県の所属となる。
- 1879年（明治12年）1月4日 - 郡区町村編制法の施行により、東筑摩郡の所属となる。
- 1882年（明治15年）2月24日 - 岡本村が分割して横田村・大村・水汲村・岡田町村・伊深村・三才山村・洞村・惣社村・原村・稲倉村・松岡村・下岡田村・浅間村となる（岡田町村・伊深村・松岡村・下岡田村は後に岡田村の一部となる）。
- 1889年（明治22年）4月1日 - 町村制の施行により、浅間村・大村・水汲村・原村・洞村・稲倉村・三才山村・横田村・惣社村の区域をもって本郷村が発足。
- 1974年（昭和49年）5月1日 - 松本市に編入。同日本郷村廃止。

## 行政
- 初代公選村長（1947年）：小岩井源一[1]（「高橋玄一郎」の筆名で詩人としても知られる。）
- 廃止時の村長：三浦忠夫（1963年3月3日就任）

三浦忠夫の胸像

## 教育
- 本郷村立本郷小学校
- 組合立女鳥羽中学校

## 観光地
- 浅間温泉
- 美鈴湖